# 中巴拉克利卡河
中巴拉克利卡河（羅馬化：Serednia Balakliika）是烏克蘭的河流，流經該國東部哈爾科夫州，屬於巴拉克利卡河的支流，發源自亞歷山德里夫卡以東，河道全長48公里，流域面積345平方公里。